# Дифузија одговорности
Дифузија одговорности  представља социопсихолошки феномен да је мање вероватно да ће особа преузети одговорност за предузимање или непредузимање акције ако су и други људи присутни. Појаву су први описали амерички психолози Џон М. Дарли и Биб Латане 1968. године. Претпоставили су да што је више проматрача у некој кризној ситуацији, то је мања вероватноћа да ће неко помоћи.  Разматрајући облик атрибуције, појединац претпоставља да су други или одговорни за предузимање радњи или су то већ учинили.
Дифузија одговорности односи се на смањену одговорност за поступке које сваки члан групе осећа када је он или она део неке групе. На пример, у ванредним ситуацијама, појединци у већим групама осећају мању одговорност да реагују или позову помоћ. У ситуацијама где је групи одређено да заврше неки задатак или дођу до неког циља, дифузија одговорности се манифестује као смањење одговорности чланова у помагању и раду на постизању резултата или долажењу до циља. 
Овај феномен се јавља у готово свим групама, само у различитој мери. Може се ублажити смањењем величине групе, дефинисањем јасних очекивања или повећањем одговорности. Посматрачи су показали да се прихватање одговорности обично смањује када је потенцијална група за помоћ већа. Последице понашања у складу са дифузијом одговорности могу представљати претњу јер се јавља смањење морала и емпатије. Неки од примера последица су убиство Кити Ђеновезе и повећан број убистава у Другом светском рату.

## Узроци
Дифузија одговорности настаје у оквиру група, у просоцијалним и антисоцијалним условима. Иако се углавном сматра да се ова појава јавља у великим групама, студије показују супротно.  Када је реч о просоцијалним ситуацијама, појединац можда и жели да помогне, али постоји нешто што га спутава. То може бити само присуство других, несигурност или недостатак вештине. У антисоцијалним ситуацијама, појединац се осећа мање одговорним за могуће деструктивно понашање јер је део групе и самим тим мање приметан. Ако се неки од наредних битних урока елиминише, вероватноћа да се јави дифузија одговорности је знатно мања.

### Анонимност
За овај узрок посматрамо оба горенаведена типа ситуација. У просоцијалним ситуацијама, појединац ређе реагује ако не познаје жртву лично. Дакле, особа сматра да постоји неко други ко жртву познаје и да је из тог разлога логично да помоћ пружи управо познаник. У антисоцијалним условима, негативно поншање се лакше спроводи због осећаја анонимности. "У овако великој групи, ко ће ме приметити?" питање је које себи поставе чланови. Понашање се спроводи уз процес деиндивидуализације који утиче на чланове тако што повећава осећај анонимности и појединци себе посматрају само као део групе, губећи осећај о појединачној одговорности. 
Истраживања показују да се спречавањем овог узрока спречава и даља дифузија одговорности. Пример који то показује је следећи: ако се и-мејлови шаљу појединачно, уместо као групне поруке, шансе да ће особа одговорити и да ће одговор бити квалитетнији су веће. Разлог је управо то што се особа у таквој ситуацији осећа битнијом и одговорнијом.

### Подела рада
Да би ситуација била фер, менаџери организација некада расподеле задатке подједнако међу радницима. Нажалост, таква подела рада може имати две негативне последице. Прва је то што се запослени могу фокусирати искључиво на свој део посла, изгубивчи из вида ширу слику. Због тога неки новонастали проблем игноришу, осим ако није у оквиру њиховог домена. Друга последица је смањење осећаја вредности. С обзиром да је свима подељена једнака количина посла, радници не виде вредност свог посла, сматрајући: "Сви раде, па мој део није превише битан".
Још један пример ове појаве на радном месту је пребацивање одговорности на лидера групе. С обзиром да се наметнуо као лидер, од њега се очекују да уради неурађено и исправља грешке.

### Ниво стручности
У хијерархијским структурама, позиција појединца је одређена на основу нивоа стручности, посвећености и сличних карактеристика. Према Алберту Бандури, што је особа на нижој лествици, то је код ње дифузија већа и усмерена је ка члановима организације који су на вишем нивоу и чија је одговорност већа. Поред одговорности које већ имају, лидери се сматрају одговорним и за послове чланова нижих нивоа.

### Величина групе
Ниво дифузије одговорности се смањује са смањењем групе. У експерименту који су спровели Џон Дарли и Биб Латане 1968. године управо то је показано. У експерименту, учесницима је дат упитник. Док су га попуњавали, соба је полако пуњена димом. Постојале су три групе испитаника: у првој су се налазиле три особе које нису знале за дим, у другој су две знале, а трећа није, а у трећој групи испитаници су попуњавали упитник сами. Они који су били у трећој групи пријавили су проблем са димом у 75% случајева. У другој групи , вероватноћа да ће неко пријавити проблем спала је на 38%, а у трећој на само 10%. Овим је показано да је величина групе један од кључних фактора за дифузију одговорности.

### Пол
Стереотипи често могу утицати на појединце у групи. На пример, већа је вероватноћа да ће се помоћи жени пре него мушкарцу јер друштво жене посматра као слабији пол, те осећа већу одговорност да им се помогне.

## Последице

### Конформизам (eng.groupthink)
Конформизам (групно размишљање) је психолошка појава која се јавља унутар групе људи код које жеља за хармонијом или сагласношћу у групи резултира нерационалним или нефункционалним исходом одлучивања. Појединци који чине групу брину више о постизању консензуса и потпуног договора него о критичком испитивању, разумевању и коришћењу информација. Стога, групно размишљање ретко доводи до најбољих одлука или решења. Конформизам се јавља када су чланови групе упознати једни са другима и траже међусобно одобрење, посебно у стресним ситуацијама. Жеља за повезаношћу у групи може створити тенденцију међу члановима да се договоре по сваку цену. Због овога сваки члан групе осећа мање одговорности да искаже своје мишљење или идеје. 

### Социјална инертност (eng.social loafing)
Социјална инертност представља склоност појединаца да улажу мање напора када раде колективно, него када раде индивидуално. Појава представља један од главних разлога што су понекад групе мање продуктивне. Теорија социјалног утицаја узима у обзир у којој се мери појединци могу посматрати као извори или мета друштвеног утицаја. Одређени захтеви од стране експериментатора или нечијег шефа се деле на све чланове групе, чиме се дифузија одговорности шири а то доводи до смањеног нивоа напора. Сматра се да ће сваки додатни члан групе имати мањи утицај са повећањем групе. Дифузија одговорности је директан узрок социјалне инертности јер када се она догађа унутар неке групе, чланови групе се не осећају одговорним за свој рад или нерад. 

### Спремност на помагање
Експериментом из 1968. који су спровели Џон Дарли и Биб Латане показано је да избор појединца да помогне или интервенише у хитним случајевима зависи од броја посматрача. Присутност у групи људи може олакшати или спречити да се и ми укључимо и на неки начин помогнемо. У ситуацијама у којима је помоћ потребна, присуство или одсуство других може утицати на то да ли ће посматрач преузети одговорност за пружање помоћи. Ако је пролазник сам, лична одговорност за помоћ спада искључиво на ту особу. Али шта ако су присутни други? Иако се може чинити да би већи потенцијални помагачи повећали изгледе да жртва добије помоћ, често се догађа супротно. Чини се да сазнање да би неко други могао да помогне пролазницима ослобађа личне одговорности, тако да пролазници не интервенишу. У једној студији је показано да до дифузије одговорности не долази ако се други посматрач схвати као неспособан да помогне.
Групна психологија такође може позитивно утицати на понашање; у случају да један пролазник преузме одговорност за ситуацију и предузме одређене мере, вероватније је да ће други пролазници следити његов поступак. 

### Морално искључивање (eng.moral disengagement)
Са дифузијом одговорности установљено је да се људи осећају мање одговорним за свој део посла. Тај недостатак одговорности може бити последица чињенице да је рад подељен међу члановима у групи, па због тога ниједан члан не осећа велику одговорност за своју организацију или целокупни пројекат. Утврђено је да се многи чланови фокусирају на свој појединачни рад тако да, на крају, заборављају на било које моралне аспекте. 
Морално искључивање је посебно важно у организацијама, јер бирократске структуре и подела рада подлежу механизмима моралног искључивања, као што су дифузија одговорности и пребацивање одговорности (Бандура, 1986). Еуфемистичко обележавање је, такође,  често у организацијама, као на пример када менаџери на отпуштање радника гледају као на смањивање организације на оптималан ниво. Глобализација олакшава игнорисање или извртање штетних последица пословних активности и због тога се морално искључивање чини изузетно значајним за разумевање неетичког понашања у организацијама 21. века.

### Преузимање ризика (eng.risk-taking behaviour)
Ефекат ризичне промене је повећана вероватноћа да ће група подржати ризичну акцију или учествовати у њој. Како се повећава величина групе, расте и вероватноћа да група садржи најмање једног врло ризичног и утицајног члана који би могао да победи над свим осталим члановима.  Ово показује како већа група и повећани утицај једне особе могу проузроковати дифузију одговорности свих чланова групе на водећег члана који преузима ризик.  Научно је доказано да што је већа група, то је ефекат преузимања ризика израженији.  Дифузија одговорности настаје када поједини чланови групе осећају мању одговорност за потенцијални неуспех у тежњи ка ризичним опцијама, него ако делују сами.  На основу многих истраживања ризични кораци се могу приписати и групној поларизацији, прихватању већинских правила, међуљудским упоређивањима, информационим утицајима.  

### Ефекат посматрача (eng.bystander effect)
Eфекaт посматрача је психолошко предвиђање које је настало приликом несрећног случаја Кетрин "Kити" Ђеновезе који се догодио у Њујорку 1960-их година, а које углавном баца застрашујуће светло на људско понашање (Галo, 2015).  Наглашава се смањење вероватноће да ће неко предузети конкретнe мере у одређеној ситуацији ако је окружен другим људима или је део групе. 
Током истраживања, Дарли и Лaтaне су посматрали покушаје појединаца да помогну другом када би чули да је имао напад. Док су поједини испитаници мислили да су они једини који чују напад, остали су мислили да је још неко или бар један од четири "пролазника" (такође испитаника) чуо исту ствар. Дошли су до закључка да што је већи број пролазника мања је вероватноћа да ће субјекти помоћи, доказујући тиме ефекат посматрача. 
Ефекат посматрача је специфична врста дифузије одговорности - када реакције људи у одређеним ситуацијама зависе од присуства других. Настаје када више појединаца посматра ситуацију како се одвија али не интервенишу, јер знају да би неко други могао да реагује и због тога осећају мању одговорност. Међутим, реакције људи и нивои помоћи се могу разликовати у зависности од врсте ситуације (хитне ситуације наспрам мање хитних).  

## Примери

### У свакодневном животу
Често размишљамо о дифузији одговорности у контексту изненадних ситуација. Међутим, може се појавити и у свакодневним ситуацијама. На пример, она може да објасни зашто се можда не улаже довољно труда у групни пројекат колико би се уложило за појединачни пројекат (једна особа није једина одговорна за посао).
Слање мејлова такође је један од примера. Показано је да постоји различит приступ мејловима који су групни и оних који су лични. Групним мејловима приступа се са мање пажње,  одговори су мање корисни и краћи.

### Убиство Кити Ђеновезе
Било је много историјских примера ефекта посматрача. Можда је једно од најпознатијих убиство Кити Ђеновезе. У пролеће 1964. године силована је и убијена на паркингу у Њујорку. Како се извештава, 38 људи присуствовало је нападу који је трајао тридесетак минута. Сведоци нису звали помоћ нити покушали да помогну Кити због дифузије одговорности, односно великог броја људи који су могли да помогну и сви су мислили да ће неко други то учинити.

### Други светски рат
Дифузија одговорности коришћена је као одбрана нациста на суђењу у Нирнбергу, као и за масакр у Ми Лају и још неке злочине из Другог светског рата. Ратни осуђеници нису осећали личну одговорност за почињене злочине јер су сматрали да само извршавају наређења, тачније да су само извршиоци наредби.

### Корона вирус
Пандемија корона вируса  (почела 2019. године) један је од примера овог социопсихолошког проблема. На основу понашања људи и честих изјава (нпр. "Нећу се сигурно баш ја заразити", "Мало је људи напољу, није страшно ако изађем") може се закључити како се јавља дифузија одговорности. Појединац се ослања на одговорност других и тако се спонтано смањује његова одговорност, јер сматра да се њему неће десити лоше ствари и тако занемарује могућност да штету нанесе другима. Проблем је и што смањена одговорност само једног појединца, насупрот мишљењу многих, може довести до крупних последица.
Може се закључити да је понашање сваког појединца у оквиру било које групе, када су овакве (ванредне) ситуације у питању, од великог значаја. 

## Литературa
- Darley, J. M.; Latané, B. (1968). „Bystander intervention in emergencies: Diffusion of responsibility”. Journal of Personality and Social Psychology. 8 (4): 377—383. PMID 5645600. doi:10.1037/h0025589.